# 2007 TW431
2007 TW431, também escrito como 2007 TW431, é um objeto transnetuniano que está localizado no Cinturão de Kuiper, uma região do Sistema Solar. Ele possui uma magnitude absoluta de 6,6 e tem um diâmetro estimado com 211 km. O astrônomo Mike Brown lista este corpo celeste em sua página na internet como um candidato a possível planeta anão.

## Descoberta
2007 TW431 foi descoberto no dia 15 de setembro de 2007.

## Órbita
A órbita de 2007 TW431 tem uma excentricidade de 0,170 e possui um semieixo maior de 46,000 UA. O seu periélio leva o mesmo a uma distância de 38,188 UA em relação ao Sol e seu afélio a 53,812 UA.